# Guido Moroni Celsi
Guido Moroni Celsi (Roma, 1885 – Napoli, 1962) è stato un illustratore e fumettista italiano,  autore del primo fumetto italiano avventuroso di fantascienza, S.K.1 e di una serie di volumi illustrati del ciclo malese di Emilio Salgari, considerato uno dei maestri del fumetto italiano.

## Biografia
Esordì come disegnatore satirico usando lo pseudonimo di Stern sul giornale bolognese Il Mulo; poi collaborò con altre pubblicazioni come La Lettura, Ma chi è?, Numero, Bianco e Nero, Il Pasquino, e saltuariamente col Corriere dei Piccoli sul quale pubblicò storie con il personaggio di Coso ideato nel 1913; altri lavori realizzati e pubblicati in questo periodo furono "L’Album di Pippo-Pupo", inserito come allegato ne Messaggero dei piccoli e alcune illustrazioni per pubblicazioni come Novellino, Il Cartoccino dei Piccoli e Il Balilla; dopo un breve periodo nel quale si occupa di pubblicità, nel 1930 riprende la collaborazione col Corriere dei Piccoli realizzando tavole autoconclusive delle serie Barbanera e Zefirino, Grillo, Pupazzina e Pupazzetto, Tulipano Spaghettino e Brio Balilla; collabora anche con la Utet realizzando illustrazioni per romanzi come I figli del capitano Grant, Ventimila leghe sotto i mari e L'isola del tesoro.
Dal 1935 si dedica anche a fumetti di genere avventuroso pubblicando su I tre porcellini la saga western Ulceda la figlia del Gran Falco della prateria, e poi su L'Avventuroso le storie Il negriero, La prigioniera del Ras e Il tesoro degli indiani Lupai. Poi, dal 1936 al 1941, pubblica su Topolino della Mondadori alcune trasposizioni a fumetti di romanzi di Salgari come I misteri della giungla nera, Le due tigri, Le tigri di Mompracem, Il bramino dell'Assam, La caduta di un impero, La rivincita di Yanez e Sandokan alla riscossa, realizzando quella che verrà ritenuta la sua opera maggiore. Nel 1938 verranno ripubblicati all'interno della collana Albi di Salgari dallo stesso editore. Dal 1937 al 1938 realizza e pubblica su I tre porcellini, S.K.1, quello che viene ritenuto il primo fumetto italiano avventuroso di fantascienza.
Durante la Seconda guerra mondiale venne colpito da infermità, ritirandosi dall'attività di disegnatore. Nel 1951 recitò come caratterista nel film La vendetta dell'Aquila Nera.
Morì a Napoli nel 1962.